# Jade Villalon
Jade Valerie Villalon, más néven Jade Valerie vagy Jade from Sweetbox (San Diego, Kalifornia, 1980. augusztus 12.) amerikai énekesnő, dalszerző. 2000-től 2007-ig a Sweetbox projekt énekesnője volt, összesen tizenegy albuma (ebből öt stúdióalbum) jelent meg velük. 2007 szeptemberében kilépett a csapatból, és Jade Valerie néven folytatja pályafutását. 2009-ben két új projektet is alapított, a Sweetbox dalszerző-producerével, Geóval Eternity, Emiri Mijamoto japán hegedűssel pedig Saint Vox néven; mindkettővel eddig egy albuma jelent meg.

## Karrierje
Villalon San Diegóban született filippínó apától és német/ír származású amerikai anyától. Hároméves korától részben Japánban nevelkedett, de San Diegóban is sok időt töltött. Gyermekszínészként kezdte karrierjét, elsőként egy tésztareklámban szerepelt, később játékbabák egy reklámjában. Hétévesen volt első meghallgatása a Broadwayen, a Gypsy című darabhoz. Gyermek- és tinédzseréveiben aktívan szerepelt, több színdarabban is fellépett és énekelni is elkezdett tanulni, tanára Joni Wilson volt. Tizenhét évesen Melanie-t, egy HIV-pozitív tizenévest alakított a Touched by an Angel című televíziós sorozat 70. epizódjában. Emellett reklámokban és számos videóklipben is szerepelt, többek közt a TLC Unpretty című klipjében. A Sorority Boys című filmben statisztaszerepet kapott. Tizennyolc évesen Los Angelesbe költözött.
Egy interjúban azt mondta, gyermekkorában egyszer azt mondták neki, nem tud jól énekelni, ezért inkább dalszerzőként igyekezett fejlődni. Később ez nagy előnyére vált. Zenei karrierje a Gemstone nevű együttessel kezdődött, melynek két másik lánnyal (Christina Vidal, Crystal Grant) volt a tagja. Nem jelent meg albumuk, de később Jade több ekkor készült dalt felvett a Sweetboxszal.

### Sweetbox
Miután a Gemstone feloszlott, a tizennyolc éves Jade találkozott Alan Richcsel, aki bemutatta GEO-nak, a Sweetbox producer-dalszerzőjének. Ő épp új énekesnőt keresett az előző, Tina Harris távozása után. Jade és a Sweetbox együttműködése gyümölcsözőnek bizonyult, összesen öt stúdióalbumuk jelent meg (Classified, Jade, Adagio, After the Lights, Addicted), valamint több válogatás-, remix-, demó- és egy koncertalbumuk (utóbbi DVD-n is). Főként a Távol-Keleten arattak sikert. Zenéjük több reklámban is szerepelt (a World without Frontiers, mely az Adagio albumon található Hate without Frontiers egy változata, valamint az Addicted a Subaru reklámjaiban, de egy Coca-Cola-reklámban is szerepelt a zenéje), ezenkívül a Final Fantasy X-2 játék angol nyelvű változatában is hallható két száma (1000 Words és Real Emotion; a japán nyelvű változatban Kumi Koda énekelte ugyanezeket a dalokat). A DisneyMania című válogatásalbumon feldolgozta az Aladdin című Disney-rajzfilm A Whole New World című betétdalát.

### Jade Valerie
2007. szeptember 4-én Jade bejelentette, hogy kilépett a Sweetboxból, és Jade Valerie néven folytatja karrierjét. Geo is távozott a projekttől, és Jade-del dolgozott tovább, nem a Sweetbox új énekesnőjével, Jamie Pinedával. Jade Valerie első albuma, a mindössze nyolc számot tartalmazó Out of the Box minialbum még ebben az évben, október 17-én megjelent; a második, a Bittersweet Symphony 2008-ban követte. Ez utóbbi a 15. helyet érte el a japán Oricon slágerlistán. Ezután Out of the Box című albumát Koreában újra megjelentette, ezúttal pár dallal kiegészítve a második albumról is; erre a You Don't Know Me című dalt újra felvette, duettként a koreai Kim Dong Wannal. 2008 végén Koreában az O Holy Night című karácsonyi dalt is felénekelte.
Jade ezután bejelentette, hogy 2009-ben két új album is várható tőle, valamint hogy egy 2003-ban írt dalát a The Cheetah Girls feldolgozta. 2009 végén bejelentették, hogy Jade és Geo együttműködnek Emiri Mijamoto japán hegedűssel Saint Vox néven.

### Eternity
2009 márciusának végén egy Eternity ∞ nevű előadó Myspace.com zenei profilján részletek jelentek meg pár dalból, melyekben Jade hangját lehetett felismerni. Április közepén Jade és az Eternity ∞ hivatalos Myspace.com profilján is bejelentették, hogy ez Jade és Geo új projektje, és dalaik nagy részét a Sweetbox-dalokhoz hasonlóan klasszikus zenei darabokra alapozzák. A projekt jelenleg a Sweetbox-albumok többségét is megjelentető Avex kiadóhoz van leszerződve. Első albumuk 2009. június 2-án jelent meg, Eternity címmel. Minden dalban klasszikus zenei darabot dolgoztak fel, közte több olyat is, amelyet korábban Sweetbox-dalokban, például a Kánon D-dúrban Pachelbeltől és Solveig dala Grieg Peer Gyntjéből.

### Saint Vox
2009-ben Jade bejelentette, hogy egy Saint Vox nevű projekten dolgozik Emiri Mijamotóval. A Saint Vox című album november 25-én jelent meg. Hat dalban híres japán, illetve koreai műből használnak fel részleteket, hat dalt pedig Geo szerzett. Az első kislemezdalt, a Don’t Leave Me This Wayt Emiri Mijamoto rádióműsorában mutatták be október 11-én.

## Diszkográfia
A Sweetboxszal felvett albumokat és kislemezeket lásd a Sweetbox-diszkográfia szócikkben.

### Albumok
Jade Valerie
- Out of the Box (2007)
- Bittersweet Symphony (2008)

Eternity
- Eternity (2009)

Saint Vox
- Saint Vox (2009)

### Kislemezek
Jade Valerie
- Just Another Day (2007)
- Crush (feat. Baek Ji Young, 2007)
- You Don’t Know Me (feat. Kim Dong Wan, 2008)
- Unbreakable (2008)
- Razorman (2008)
- O Holy Night (2008)

Eternity ∞
- Wonderful World (2009)
- Only Human (2009)
- I Will (2010)

Saint Vox
- Don’t Leave Me This Way -Energy Flow- (2009)

## Külső hivatkozások
Jade
- Hivatalos oldal
- Jade Villalon az Internet Movie Database-ben (angolul)
- Jade Villalon a Rotten Tomatoeson (angolul)
- Hivatalos oldal a Universal J-nél
- Jade Valerie rajongói oldal
- Jade Valerie Nation rajongói oldal
- Jade Valerie kínai rajongói oldal
- Jade Valerie hivatalos mySpace

Sweetbox és más projektek
- Official Sweetbox Website
- Official Sweetbox Avex Website
- Eternity on Myspace
- www.saintvox.com